# Vlekstipspanner
De vlekstipspanner (Idaea dimidiata) is een nachtvlinder die behoort tot de spanners.

## Uiterlijk
De spanwijdte van de vlinder is 17 tot 22 mm.  De 20 mm lange rups is bleekbruin en heeft aan de bovenkant twee zwarte lengtestrepen, die aan het eind samengaan in één streep. Op de huid zitten korte borsteltjes. 
De vlinder heeft één generatie per jaar en overwintert als rups. De rupsen verpoppen in mei en juni in een cocon in de grond, waarna de vlinders in juni en juli de eitjes leggen. In augustus komen de jonge rupsjes uit de eitjes.

## Verspreiding en habitat
De vlinder is te vinden op zandgronden, in bossen, ruigten en siertuinen en komt voor in Europa, Klein-Azië en Noord-Amerika. De vlinder is vanaf juni tot augustus te zien met als hoogtepunt juli.

## Waardplanten
De vlekstipspanner vliegt vooral op distels en het pijpenstrootje. De rups leeft voornamelijk op fluitenkruid, kleine bevernel en glad walstro.